# パパとあたしのヴァーサスな日常
『パパとあたしのヴァーサスな日常』（パパとあたしのヴァーサスなにちじょう）は、春瀬サクによる日本の漫画作品。『なかよしラブリー』（講談社）2008年春の号、夏の号、2009年冬の号、春の号まで連載された。

## あらすじ
真田凌は人気俳優の真田カズヒコ（一彦）の隠し子。凌はそれまでは母親と暮らしていたが2年前に他界し、その後は叔母（一彦の姉）のもとで居候をしていたが仕事で暮らせなくなり、嫌々ながら一彦の家に住むことになった。

## 書誌情報
- 春瀬サク 『パパとあたしのヴァーサスな日常』 〈講談社コミックスなかよし〉、全1巻
  1. 2009年5月13日発売[1]、『なかよしラブリー』2008年春の号、夏の号、2009年冬の号、春の号、ISBN 978-4-06-364221-6